# Everhard van Beijnum
Everhardus van Beijnum (Utrecht, 20 februari 1894 - Den Haag, 12 maart 1957) was een Nederlands pianist, maar werd vooral bekend als muziekpedagoog.
Hij werd geboren in het gezin van lithograaf Bernardus van Beijnum en Adriana Magdalena Fokkens. Hij was van 1925 tot 1936 getrouwd met pianiste Bertha von Essen, een leerlinge van hem. Hij was ridder in de Orde van Oranje Nassau. Hij werd in Den Haag gecremeerd.
Hij was vanaf 1 februari 1917 tot zijn dood werkzaam als pianodocent aan het Haags conservatorium. Leerlingen van hem waren Ton de Leeuw, Simon Admiraal, Clara Wildschut, Léon Orthel en Rudolf Koumans. Hij werd in 1955 onderdirecteur van die instelling, nadat hij gedurende de Tweede Wereldoorlog al tijdelijk directeur was geweest in verband met het krijgsgevangenschap van toenmalig directeur Coenraad Lodewijk Walther Boer. In de begintijd als leraar van het conservatorium begeleidde hij ook zangers als Lotti Muskens-Sleur en concerteerde met zijn (aanstaande) vrouw in bijvoorbeeld Diligentia. 
Hij was bestuurslid, onder andere eerste secretaris, van de Koninklijke Nederlandse Toonkunstenaars Vereniging, alwaar hij tot erelid werd bestempeld. Hij was voorts ondervoorzitter van het de vereniging Residentieorkest, secretaris van de staatsexamens voor muziek, voorzitter van de vereniging van leraressen en leraren van het conservatorium, voorzitter van de Johan Wagenaarstichting en (mede)oprichter van de Balletacademie in Den Haag.